# Norbert Rasch

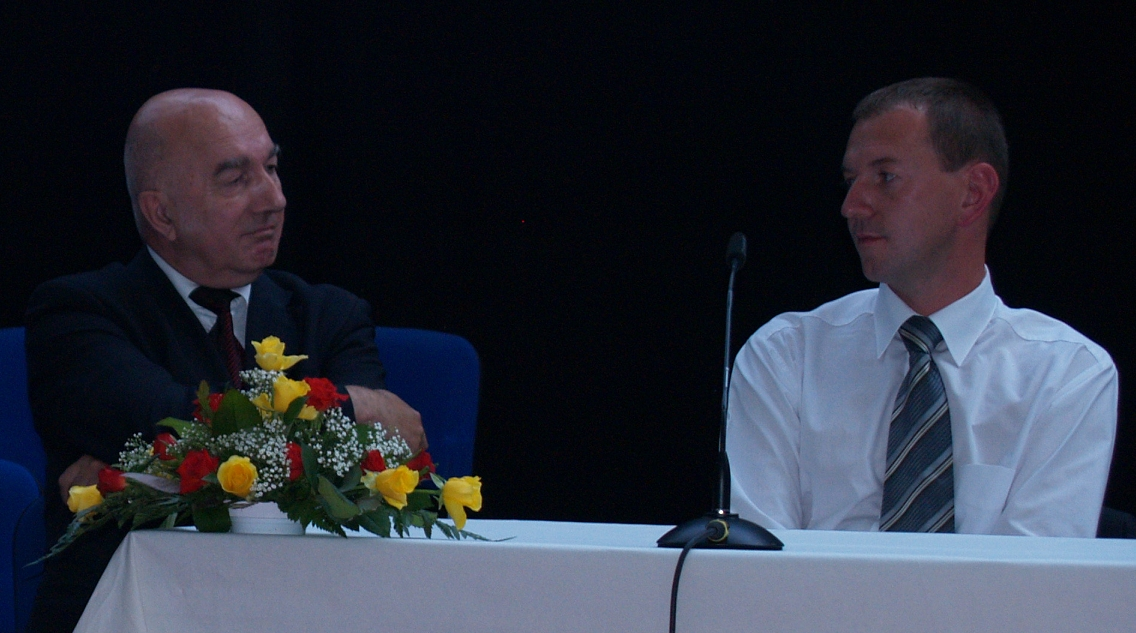
Henryk Kroll i Norbert Rasch

Norbert Józef Rasch (ur. 11 maja 1971 w Czarnowąsach) – polski polityk mniejszości niemieckiej, samorządowiec, od 2008 do 2015 przewodniczący TSKN na Śląsku Opolskim.

## Życiorys
Ukończył studia z zakresu filologii germańskiej na Uniwersytecie Opolskim. Od lat 90. związany z samorządem terytorialnym. Był m.in. radnym i zastępcą wójta gminy Prószków. W 2005 został sekretarzem tej gminy oraz radnym sejmiku opolskiego. Obejmował funkcje delegata strony polskiej do Rady Euroregionu Pradziad z siedzibą w Prudniku oraz skarbnika Stowarzyszenia Gmin Polskich Euroregionu Pradziad.
W wyborach samorządowych w 2006 po raz drugi uzyskał mandat radnego województwa. W 2010 z powodzeniem ubiegał się o reelekcję. Objął wówczas funkcję przewodniczącego klubu radnych Mniejszości Niemieckiej. W 2014 kolejny raz został wybrany do sejmiku opolskiego. W 2018 bezskutecznie kandydował na radnego Prószkowa. W 2024 ponownie wystartował do sejmiku z ramienia komitetu Śląscy Samorządowcy.
26 kwietnia 2008 został przewodniczącym Towarzystwa Społeczno-Kulturalnego Niemców na Śląsku Opolskim po rezygnacji wieloletniego lidera tej organizacji Henryka Krolla i pokonaniu w głosowaniu posła MN Ryszarda Galli. 7 maja 2011 ponownie został wybrany na przewodniczącego TSKN. 23 maja 2015 zastąpił go Rafał Bartek. Norbert Rasch bez powodzenia kandydował do Sejmu w 2007, 2015, 2019 i 2023 oraz w 2011 do Senatu.
Powoływany w skład zarządu Związku Niemieckich Stowarzyszeń Społeczno-Kulturalnych w Polsce i rady Fundacji Rozwoju Śląska i Wspierania Inicjatyw Lokalnych. Został też wiceprezesem Konwersatorium im. Josepha v. Eichendorffa.